# Ljubov Orlova
Ljubov Petrovna Orlova (russisk: Любовь Петровна Орлова født den 11. februar (jul.: 29. januar) 1902, død 26. januar 1975) var en sovjet-russisk skuespillerinde, sanger og danser. Hun opnåede stor popularitet i Sovjetunionen og modtog i 1950 hæderen Folkets kunstner i USSR.

## Opvækst
Ljubov Orlova blev født ind i en russisk adelsslægt i Zvenigorod lidt uden for Moskva, men flyttede senere med forældrene til Jaroslavl. Da faderen i 1914 blev kaldt til fronten, flyttede familien til Voskresensk, ca. 85 km sydøst for Moskva. Hun studerede klaver ved Moskva musikkonservatorium 1919-22, men kunne ikke gennemføre studierne, da hun måtte arbejde for at understøtte sine forældre. Hun tog i 1925 eksamen ved Moskva Teaterinstituts koreografiafdeling.
Hun blev gift med den sovjetiske økonom og vice-departementschef Andrej Berzin, der imidlertid blev arresteret i 1930 af tjekaen, hvorefter han blev deporteret, uden at Orlova modtog information om, hvorvidt han var i live eller ej. Ægteskabet med Berzin fik dog ikke negative konsekvenser for Orlovas karriere. På trods af familien Orlovas baggrund undgik den væsentlig forfølgelse, hvilket dog formentlig skyldtes, at faderen allerede havde tabt sine godser i kortspil, hvorfor der ikke var noget at konfiskere. Faderen blev dog anset som klassefjende og blev nægtet arbejde.

## Filmkarriere
Ljubov Orlova fik i september 1926 arbejde som korsanger på Nemirovitj-Dantjenko Teatret, og hun besluttede at blive skuespillerinde og ikke pianist. Hun fik sin første rolle i november samme år, hvor hun overtog efter Olga Baklanova, der var flyttet til Hollywood kort forinden. Hun fik en række hovedroller på teatret i 1932 med publikumssucces, men kritikerne fik ikke øjnene op for hendes præstationer.
I 1933 mødte hun den unge instruktør Grigorij Aleksandrov, der castede skuespillere til sin film Hele Verden ler (1934), og parret blev kort efter gift. Orlova fik filmens hovedrolle og blev et kæmpenavn i Sovjetunionen, og lagde navn til fænomenet "Orlova-syndromet", hvor unge kvinder blegede deres hår og forsøgte at ligne Orlova. Stalin var særdeles begejstret for filmen, hvilket gav den unge Orlova hædersprisen "Æresskuespiller i Russiske SFSR". Ifølge Orlovas nærmeste familie kunne hun ikke fordrage Stalin, og da han døde i 1953, var hendes reaktion, "Endelig er den slyngel død".
Orlovas næste film Cirkus (1936), Volga-Volga (1938) og Lys vej blev også kæmpesuccesser og opnåede Stalins begejstring. Hendes kritikere, herunder Sergej Eisenstein beskyldte hende for at ødelægge ægtefællen Aleksandrovs karriere, da Aleksandrov som instruktør instruerede populære og folkelige film med Orlova i hovedrollerne, ligesom hun blev beskyldt for alene at have sin popularitet grundet Stalins gunst. Hun modtog Stalinprisen i 1941.
Under krigen turnerede hun for de sovjetiske tropper ved fronten, hvor hun optrådte med sangene fra hendes film. Hun modtog som den første kvinde prisen "Folkets kunstner i USSR" alene for sine filmroller. Efter krigen koncentrerede hun sig primært om teaterroller (bl.a. som Nora i en sovjetisk opsætning af Et dukkehjem og som Lizzie MacKay i Satres La Putain respectueuse), men indspillede fortsat film.
Under hele sin karriere fra 1928 og til sin død turnerede hun som sangerinde med sin pianist Lev Mironov med et repertoire af klassiske sange.
Under hele sin karriere var hun udelukket fra at indspille plader og for at optræde på tv, formentlig på grund af en konflikt med Klavdija Sjulsjenko, som ikke havde fået Orlovas rolle i Hele Verden ler.

## Hæder og priser
Orlova modtog gennem sin karriere adskillige priser og hædersbevisninger, herunder:
- Fremtrædende kunstner i Russiske SFSR (1935)
- Folkets kunstner i RSFSR (5.11.1947)
- Folkets kunstner i USSR (6.03.1950)
- Stalinprisen, første klasse
  - 1941 — for sin rolle som Marion Dixon i filmen Cirkus (1936) og for rollen som Pil i Volga-Volga (1938)
  - 1950 — for rollen som den amerikanske journalist Jeannette Sherwood i filmen Møde på Elben (1949)
- Leninordenen (1.02.1939)
- Arbejdets røde fanes orden (1.04.1938, 4.11.1967)
- Medalje for forsvaret af Kaukasus (1944)
- Medalje for ihærdigt arbejde under den Store Patriotiske Krig (1945)
- Medalje i anledning af Moskvas 800 års jubilæum (1947)
- Medalje for udviklingen af jomfrueligt land
- Jubilæumsmedalje i anledning af 100 året for Vladimir Iljitj Lenins fødsel (1970)
- Pris for 20 års sovjetisk film (1940)
- 8. Filmfestival i Venedig, specialprisen for bedste kvindelige rolle i Forår (delt med Ingrid Bergman).
- 4. Internationale Filmfestival i Mariánské Lázně (1949, fredsprisen for Møde på Elben)
- Æresbevisning fra Sovjetunionens Fredskomite (1960)[18]

## Privatliv
Ljubov Orlova giftede sig i 1926 (eller 1921 ifølge en anden kilde) med den sovjetiske økonom Andrej Berzin (1893-1951), der var souschef i økonomiafdelingen i Landbrugsministeriet. Berzin forsørgede ikke blot Orlova, men også hendes forældre og storesøster, der alle flyttede ind i Berzins store lejlighed i Moskva. Berzin blev imidlertid arresteret af NKVD og forvist til Kasakhstan, og familien måtte flytte ud af lejligheden. Orlova modtog først besked om Berzins skæbne mange år senere.
Under optagelserne til Hele Verden ler udviklede hun et forhold til filmens instruktør Grigorij Aleksandrov. Parret blev gift, men forblev barnløse. Orlova adopterede Aleksandrovs søn, Douglas, fra dennes første ægteskab. Douglas blev i 1952 arresteret under udrensningerne og tvunget til at skifte navn til det mere russisk-klingende 'Vasilij'. Efter Stalins død i 1953 blev han løsladt.

## Filmografi
| År   | Titel                                | Original titel         | Rolle                                                     | Noter                                                |
| ---- | ------------------------------------ | ---------------------- | --------------------------------------------------------- | ---------------------------------------------------- |
| 1933 | Ljubov Aljony Aljonys kærlighed      | Любовь Алёны           | Fr. Ellen Getwood, hustru til en amerikansk ingeniør      | stumfilm, tabt                                       |
| 1934 | Peterburgskaja notj Nat i Petersborg | Петербургская ночь     | Grushen’ka                                                | musik af Dmitrij Kabalevskij                         |
| 1934 | Hele Verden ler                      | Весёлые ребята         | Anyuta                                                    | musik af Isaac Dunajevskij                           |
| 1936 | Cirkus                               | Цирк                   | Marion Dixon                                              | musik af Isaac Dunajevskij                           |
| 1938 | Volga-Volga                          | Волга-Волга            | Dunya Petrova ("Strelka")                                 | musik af Isaac Dunajevskij                           |
| 1939 | Ingeniør Cotjins fejl                | Ошибка инженера Кочина | Ksenia Lebedeva, ansat på Flyinstituttet                  |                                                      |
| 1940 | Lys vej                              | Светлый путь           | Tanya Morozova "Askepot"                                  | musik af Isaac Dunajevskij                           |
| 1941 | Krigsfilm, samling nr. 4             | Боевой киносборник № 4 | Fortæller og introduktør til samlingen                    |                                                      |
| 1941 | Artamonov-sagen                      | Дело Артамоновых       | danser Paula Menotti                                      |                                                      |
| 1943 | Odna Semja En familie                | Одна семья             | Katja                                                     | filmen fik ikke biografpremiere                      |
| 1943 | Kaspijtsy Folk ved det Kaspiske Hav  | Каспийцы               |                                                           | documentar af Grigorij Aleksandrov                   |
| 1947 | Forår                                | Весна                  | skuespillerinden Vera Shatrova / forskeren Irina Nikitina | musik af Isaac Dunajevskij                           |
| 1949 | Møde på Elben                        | Встреча на Эльбе       | Jeannette Sherwood, journalist                            | musik af Dmitrij Sjostakovitj                        |
| 1950 | Musorgskij                           | Мусоргский             | Julija Platonova, operasanger ved Mariinskij-teatret      | musik af Dmitrij Kabalevskij                         |
| 1952 | Stormfulde toner                     | Композитор Глинка      | Ljudmila Ivanovna, komponistens søster                    | musik af Vladimir Sjtjerbatjov og Vissarion Sjebalin |
| 1960 | Russkij suvenir                      | Русский сувенир        | Varvara Komarova (Miss Barbara), ingeniør                 | musik af Kirill Moltjanov                            |
| 1974 | Skvoretj i Lyre Stær og Lyre         | Скворец и Лира         | Ljudmila Grekova, hemmelig agent                          | musik af Oscar Feltsman                              |

## Eftermæle
I en meningsmåling fra 1999 blev Orlova som den højest rangerede kvinde stemt ind som nr. 10 på listen over det 20. århundredes største russiske idol.
En småplanet opdaget af den sovjetiske astronom Ljudmila Sjuravjova i 1972, 3108 Lyubov, er opkaldt efter hende.
Et krydstogtsskib til sejlads i polaregnene bygget af Sovjetunionen i 1976 er ligeledes opkaldt efter hende som MV Lyubov Orlova.
Der blev i 2007 etableret Ljubov Orlova Kulturcenter i Zvenigorod, hvor der også er rejst en statue til minde om hende.
I 2019 fejeredes hvad dr ville have været hendes 117. fødselsdag med en Google Doodle.

## Galleri
- Ljubov Orlova i 1904
- Ljubov Orlova i 1916
- Ljubov Orlova med sine forældre i begyndelsen af 1910'erne
- Orlava optræder for sovjetiske tropper under 2. verdenskrig
- Orlova på russisk frimærke, 2001
- Orlova på Den russiske centralbanks serie "Fremtrædende russiske personer"